# Sommer-Paralympics 2008/Teilnehmer (Syrien)
| stlisierte Goldmedaille | stlisierte Silbermedaille | stlisierte Bronzemedaille |
| ----------------------- | ------------------------- | ------------------------- |
| —                       | —                         | 1                         |

Syrien nahm mit fünf Sportlern an den Sommer-Paralympics 2008 teil.
Fahnenträgerin bei der Eröffnungsfeier war die Powerlifterin Rasha Alshikh, die auch die einzige Medaille der Mannschaft gewann. In der Klasse bis 67,50 Kilogramm gewann sie die Bronzemedaille.

## Teilnehmer nach Sportarten

### Leichtathletik
Männer
- Mohamad Mohamad

### Powerlifting (Bankdrücken)
Frauen
- Rasha Alshikh, 1×  (Klasse bis 67,50 kg)
- Natali Elias

Männer
- Yahya Abou Mughdeb
- Ammar Shekh Ahmad